# Maik Landsmann
Maik Landsmann (nascido em 25 de outubro de 1967) é um ex-ciclista alemão que competiu no ciclismo nos Jogos Olímpicos de Verão de 1988 ganhando a medalha de ouro no contrarrelógio por equipes.